# Carlos Sánchez (futebolista uruguaio)
Carlos Andrés Sánchez Arcosa (Montevidéu, 2 de dezembro de 1984) é um futebolista uruguaio que atua como meio-campista. Atualmente joga no Rentistas.
Atuou no Santos entre 2018 e 2022, onde tornou-se ídolo e maior artilheiro estrangeiro do clube. É irmão do também meia Nicolás de la Cruz, que joga pelo Flamengo e pela Seleção Uruguaia.

## Carreira

### Liverpool-URU
Nascido em Montevidéu, Sánchez começou no Liverpool, clube da cidade natal. Ele estreou pela primeira vez em 2003 e passou a jogar várias temporadas pelo time da Primeira Divisão Uruguaia.

### Godoy Cruz
Em 31 de dezembro de 2009, Sánchez assinou um contrato de dois anos com o Godoy Cruz. Realizou sua estreia pelo clube no dia 13 de fevereiro de 2010, entrando no lugar de Leandro Torres em um empate por 0–0 contra o Huracán.
Sánchez marcou seu primeiro gol pelo Godoy Cruz no dia 3 de março de 2010, garantindo a vitória por 2–1 sobre o Lanús. O jogador logo tornou-se um titular indiscutível para a equipe durante a temporada 2010–11, contribuindo com quatro gols em 33 jogos.

### River Plate

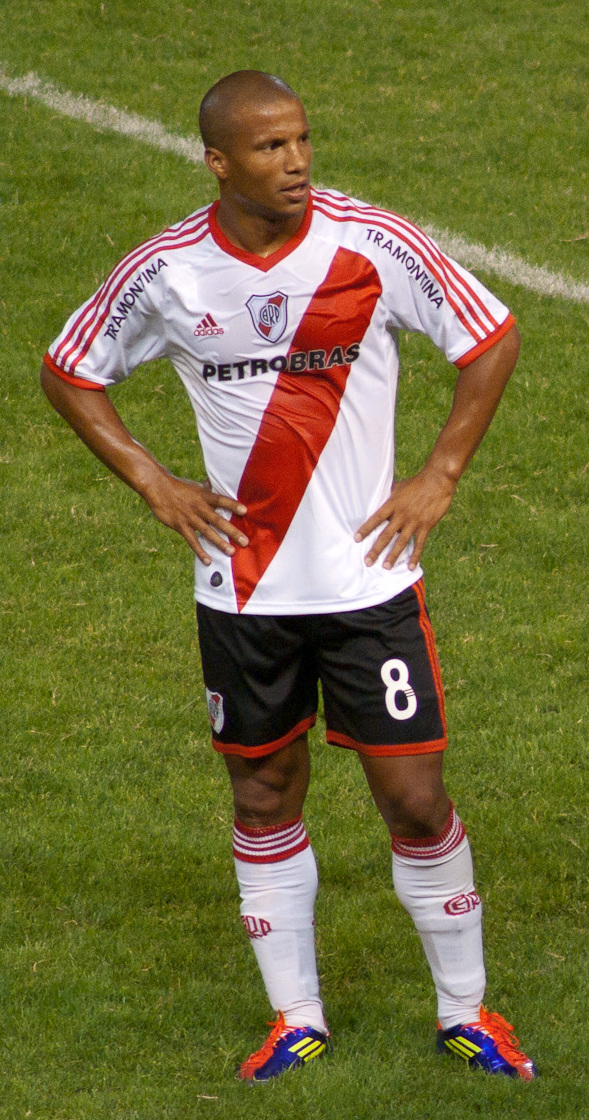
Carlos Sánchez pelo River Plate em 2012

Em 20 de julho de 2011, Sánchez e seu companheiro de equipe, Martín Aguirre, foi contratados pelo River Plate por uma taxa de 2,9 milhões de dólares, com o River comprando 50% dos seus direitos federativos. O uruguaio realizou sua estreia no dia 17 de agosto, jogando os 90 minutos em uma vitória em casa por 1–0 contra o Chacarita Juniors. Marcou seu primeiro gol pela equipe três dias depois, balançando as redes numa derrota fora de casa por 3–1 contra o Independiente Rivadavia.
Comprado imediatamente em 2012, Sánchez foi titular incontestável dos Millonarios nas campanhas seguintes, e marcou dois gols na goleada em casa por 5–0 sobre o Godoy Cruz, no dia 7 de outubro. No dia 9 de agosto de 2013, foi emprestado ao time da Liga MX, o Puebla.
Sánchez retornou ao River em junho de 2014. Com boas atuações, no dia 9 de julho o meia renovou seu contrato até dezembro de 2016. Já no dia 28 de agosto, marcou dois gols em uma vitória em casa por 3–0 sobre o Defensa y Justicia. O jogador finalizou o bom ano com o título da Copa Sul-Americana.
Durante a temporada de 2015, Sánchez foi titular regular na Copa Libertadores da América, onde terminou campeão. O uruguaio também balançou as redes na Copa Suruga Bank, marcando o primeiro gol em uma vitória por 3–0 contra o Gamba Osaka. Já no dia 31 de dezembro, foi nomeado o jogador Sul-Americano de Futebol do Ano, vencendo Carlos Tévez e Miller Bolaños, tornando-se o primeiro uruguaio a ganhar o prêmio depois de Enzo Francescoli em 1995.

### Monterrey
Em 14 de novembro de 2015, o Monterrey anunciou que havia chegado a um acordo para a transferência de Sánchez. O meio-campista uruguaio foi apresentado no dia 22 de dezembro, assinando um contrato de três anos com o clube.

### Santos
Apesar de ter negociado com o Palmeiras, o Santos anunciou a contratação de Sánchez no dia 23 de julho de 2018, com o jogador assinando um contrato de três anos. O uruguaio realizou sua estreia no dia 4 de agosto, num empate em 0–0 contra o Botafogo.

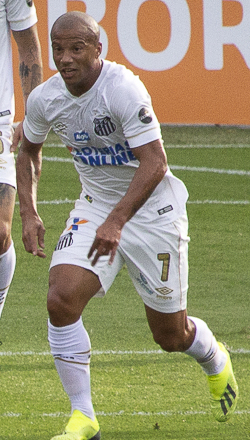
Sánchez atuando pelo Santos em 2018

Sánchez estreou na Libertadores pelo Peixe no dia 21 de agosto, empatando por 0–0 com o Independiente. Ele foi, no entanto, suspenso por agredir um jogador durante uma partida da Copa Sul-Americana de 2015 enquanto jogava com o River Plate, e o Santos foi derrotado por W.O.; ele ainda estava declarado livre para disputar a segunda partida no Estádio do Pacaembu, cujo também terminou em 0–0.
Sánchez teve seu melhor momento em 2019, sob o comando do técnico Jorge Sampaoli. Onde jogava mais próximo da área, assim ele acabou a temporada como o artilheiro da equipe, com 19 gols, além de 11 assistências, em 57 jogos.
Em 2020, Sánchez sofreu uma ruptura dos ligamentos do joelho, a lesão ocorreu durante o segundo tempo da vitória por 3–2 sobre o contra o Olimpia, do Paraguai, pela fase de grupos da Libertadores.
Após quase nove meses sem disputar uma partida oficial, o jogador retornou ao futebol em junho de 2021, contra o Grêmio, pelo Campeonato Brasileiro. No dia 28 de julho, na goleada por 4–0 sobre a Juazeirense, Sánchez tornou-se o maior artilheiro estrangeiro da história do clube com 27 gols, ultrapassando Jonathan Copete, que havia feito 26. O uruguaio marcou também no jogo seguinte, na vitória de 1–0 sobre a Chapecoense, na 14ª rodada do Campeonato Brasileiro.
Em 4 de janeiro de 2023, Carlos Sánchez rescindiu seu contrato com o Santos, onde anotou 32 gols em 161 jogos.

### Peñarol
Sánchez foi anunciado como novo reforço do Peñarol no dia 4 de janeiro de 2023.

## Seleção Nacional
Estreou pela Seleção Uruguaia principal no dia 13 de novembro de 2014, aos 29 anos, atuando num amistoso contra a Costa Rica.

## Títulos
River Plate
- Primera B Nacional: 2012
- Copa Sul-Americana: 2014
- Recopa Sul-Americana: 2015
- Copa Libertadores da América: 2015
- Copa Suruga Bank: 2015

Monterrey
- Copa México: 2017

### Prêmios individuais
- Melhor Jogador da América - El País: 2015

### Recordes
- Maior artilheiro estrangeiro da história do Santos (31 gols)